# Daisen
Daisen (jap. 大仙市 Daisen-shi) – miasto w północnej Japonii, na wyspie Honsiu, w prefekturze Akita. Ma powierzchnię 866,79 km². W 2020 r. mieszkało w nim 77 657 osób, w 28 275 gospodarstwach domowych  (w 2010 r. 88 301 osób, w 28 292 gospodarstwach domowych) .

## Geografia
Miasto położone jest środkowo-wschodniej części prefektury, nad rzeką Omono, gdzie zajmuje 866,79 km².
Przebiegają przez Daisen linie kolejowe Akita Shinkansen, Tazawako-sen oraz Ōu-honsen, autostrada Akita Jidōsha-dō oraz drogi krajowe: 13, 46, 105.

Daisen w prefekturze Akita

## Demografia
| 1995    | 2000   | 2005   | 2010   | 2015   | 2020   |
| ------- | ------ | ------ | ------ | ------ | ------ |
| 100 879 | 98 326 | 93 352 | 88 301 | 82 783 | 77 657 |